# Елино (городской округ Коломна)
Елино — деревня в городском округе Коломна Московской области. До 2017 года относилась к Хорошовскому сельскому поселению Коломенского района. Население — 202 чел. (2021).

## История
В 1926 году деревня являлась центром Елинского сельсовета Колыберовской волости Коломенского уезда Московской губернии. В 1926 году в Елино числилось 224 мужчины и 259 женщин (483 человека), проживающих в 110 дворах (из них 88 крестьянских).

## Расположение
Деревня Елино располагается на левом берегу реки Москвы, к северо-западу от пгт. Пески. Севернее деревни расположен город Воскресенск. В 2 км от деревни находится станция Пески Рязанского направления МЖД.

## Население
| 1926 | 2002 | 2006 | 2010 | 2021 |
| ---- | ---- | ---- | ---- | ---- |
| 483  | ↘110 | ↗193 | ↘144 | ↗202 |

## Люди, связанные с деревней
- Левин, Михаил Васильевич — Герой Советского Союза, родился в Елино.